# Kawasaki Zephyr 750

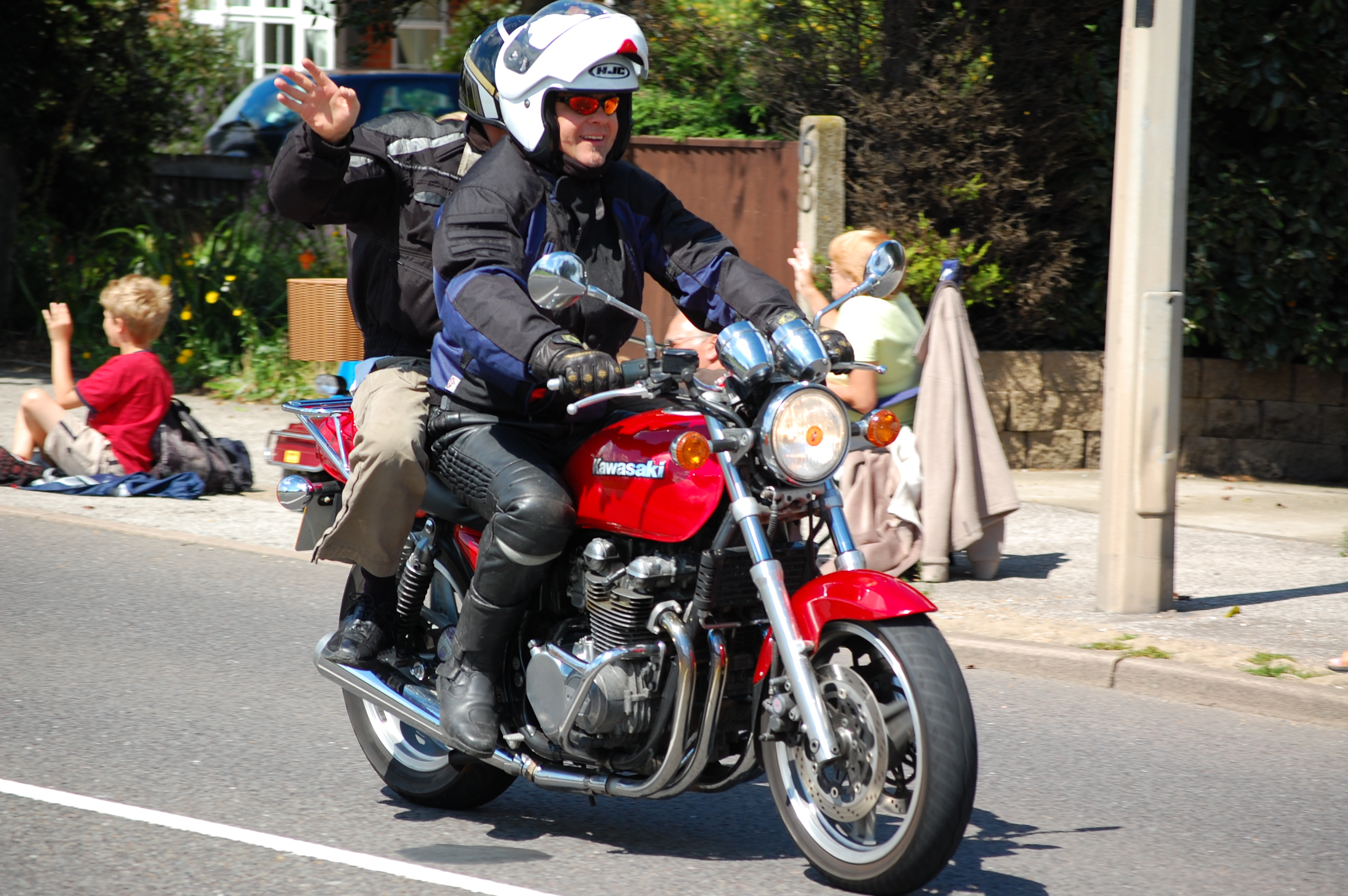
Kawasaki Zephyr 750

Kawasaki Zephyr 750 je motocykl firmy Kawasaki kategorie nakedbike, vyráběný v letech 1990-1999. Do Evropy byl dodáván od roku 1990. Na konci devadesátých let byl nahrazen modelem Kawasaki ZR-7. Konkurenci představují Honda CB 750 a Suzuki GSX 750 Inazuma. Silnější model je Kawasaki Zephyr 1100, slabší model je čtyřválec Kawasaki Zephyr 550 a pro Japonsko vyráběný Zephyr 400.

## Popis
Nakedbike klasické koncepce se vzduchem chlazeným řadovým čtyřválcem a dvěma tlumiči vzadu místo centrálního tlumiče. Motor je původem z Kawasaki Z 750, upravený pro lepší průběh v nižších a středních otáčkách.

## Technické parametry pro modelový rok 1999
- Motor: čtyřdobý řadový čtyřválec
- Zdvihový objem: 739 cm³
- Ventilový rozvod: DOHC 2 ventily na válec
- Vrtání x zdvih: 66x54 mm
- Výkon při otáčkách: 55,5 kW (76k) při 9500/min
- Točivý moment: 63 Nm při 7300/min
- Kompresní poměr: 9,5:1
- Chlazení: vzduchem
- Počet rychlostí: 5
- Sekundární převod: řetěz
- Rám: dvojitý kolébkový ocelový
- Rozvor:
- Délka:
- Šířka:
- Výška:
- Výška sedla: 780 mm
- Brzdy vpředu: 2 kotouče 300 mm
- Brzdy vzadu: 1 kotouč 230 mm
- Pneu vpředu: 120/70 ZR17
- Pneu vzadu: 150/70 ZR17
- Suchá hmotnost:
- Pohotovostní hmotnost: 228 kg
- Objem nádrže: 17 l
- Maximální rychlost: 203 km/h